# Noah Persson
Noah Persson (Karlshamn, 16 de julio de 2003) es un futbolista sueco que juega en la demarcación de centrocampista para el B. S. C. Young Boys de la Superliga de Suiza.

## Selección nacional
Tras jugar en varias categorías inferiores de la selección, finalmente hizo su debut con la selección de fútbol de Suecia en un partido amistoso contra Finlandia que finalizó con un resultado de 2-0 a favor del combinado sueco tras los goles de Christoffer Nyman y Joel Asoro.

## Clubes
| Club                  | País   | Año       | Partidos | Goles |
| --------------------- | ------ | --------- | -------- | ----- |
| Mjällby AIF           | Suecia | 2021-2023 | 60       | 1     |
| B. S. C. Young Boys   | Suiza  | 2023-2024 | 40       | 0     |
| Grasshoppers (cedido) | Suiza  | 2024-2025 | 32       | 1     |
| B. S. C. Young Boys   | Suiza  | 2025-     |          |       |

## Palmarés

### Títulos nacionales
| Título             | Club                | País  | Año  |
| ------------------ | ------------------- | ----- | ---- |
| Superliga de Suiza | B. S. C. Young Boys | Suiza | 2024 |